# Westfalien
| Systeem                                                              | Subsysteem (NW-Europa) | Etage (NW-Europa) | Serie (ICS)   | Etage (ICS) | Ouderdom (Ma) |
| -------------------------------------------------------------------- | ---------------------- | ----------------- | ------------- | ----------- | ------------- |
| Perm                                                                 | Rotliegend             | Autunien          | Cisuralien    | Asselien    | jonger        |
| Carboon                                                              | Silesien               | Stephanien        | Pennsylvanien | Gzhelien    | 298,9–303,7   |
| Carboon                                                              | Silesien               | Westfalien        | Pennsylvanien | Kasimovien  | 303,7–307,0   |
| Carboon                                                              | Silesien               | Westfalien        | Pennsylvanien | Moscovien   | 307,0–315,2   |
| Carboon                                                              | Silesien               | Westfalien        | Pennsylvanien | Bashkirien  | 315,2–323,2   |
| Carboon                                                              | Silesien               | Namurien          | Pennsylvanien | Bashkirien  | 315,2–323,2   |
| Carboon                                                              | Silesien               | Mississippien     | Serpukhovien  | 323,2–330,9 |               |
| Carboon                                                              | Dinantien              | Mississippien     | Viséen        | Viséen      | 330,9–346,7   |
| Carboon                                                              | Dinantien              | Mississippien     | Tournaisien   | Tournaisien | 346,7–358,9   |
| Devoon                                                               | Boven                  | Famennien         | Boven         | Famennien   | ouder         |
| Indeling van het Carboon gebruikt in Noord-Europa en volgens de ICS. |                        |                   |               |             |               |

Het Westfalien (Vlaanderen: Westfaliaan) is in de geologische tijdschaal een tijdsnede in het Carboon, van ongeveer 316,5 tot 305 miljoen jaar geleden (Ma). Het is in de Europese stratigrafie de middelste etage van het Silesien (Boven-Carboon). Het werd voorafgegaan door het Namurien en na (op) het Westfalien komt het Stephanien.
Buiten Europa wordt het Westfalien nauwelijks meer gebruikt. Het komt overeen met het laatste deel van het Bashkirien en het Moscovien in de tijdschaal van de ICS. 

## Naamgeving en definitie
Het Westfalien werd in de literatuur geïntroduceerd door de Franse stratigrafen Albert de Lapparent en Ernest Munier-Chalmas in 1892. De etage is genoemd naar de oude provincie Westfalen in Duitsland.
Het Westfalien heeft zijn basis bij het eerste voorkomen van de ammoniet Gastrioceras subcrenatum in de Sarnsbank (NL en D) of Ransart (B) mariene horizon, ongeveer in het midden van het Bashkirien. De top van de etage lag vroeger bij een hiaat tussen het Westfalien en Stefanien, waarvan de omvang wisselt. Tegenwoordig is de Westfalien-Stefanienovergang gelijkgesteld met de Moscovien-Kasimovienovergang. In Cantabrië wordt een aparte etage gebruikt tussen het Stefanien en Westfalien in ("Cantabrien"), die in de rest van Europa niet gebruikt wordt.
Het Westfalien wordt onderverdeeld in vier subetages, die van onder/ouder naar boven/jonger met de letters A, B, C en D worden aangeduid. Drie van de vier subetages staan in België en Engeland ook bekend onder een aparte naam. In Duitsland gebruikt men de letteraanduidingen. De onderverdeling is als volgt:
- Westfalien D
- Westfalien C (Bolsovien)
- Westfalien B (Duckmantien)
- Westfalien A (Langsettien)

## Facies
Het Westfalien is in Wales, Engeland, Duitsland, Nederland en België steenkoolvoerend. Gedurende dit laat-Carboon was het huidige West-Europa begroeid met mangrovebossen. Deze hebben veen, bruinkool en steenkool (afhankelijk van de mate van compactie) gevormd. Hieruit is door opwarming ("koken") later aardgas ontstaan, dat zich over grote delen van West-Europa heeft opeengehoopt in reservoirs van verschillende ouderdom.